# Jean Bapst
Pour les articles homonymes, voir Bapst.
Jean Bapst, né le 17 décembre 1815 à La Roche (Suisse), décédé le 2 novembre 1887, est un père jésuite américain d'origine suisse resté célèbre pour avoir été lynché publiquement avec l'appui des autorités américaines.

## Biographie
Né le 17 décembre 1815 à La Roche, dans le canton de Fribourg en Suisse, il vient en Amérique en 1848, à la suite de persécutions que les jésuites en Suisse, surtout en 1848. Ayant appris l'abénaki, il se propose de devenir missionnaire chez les Penobscots, ou Abénakis du Maine.
Il avait compté alors sans l'intolérance d'un certain nombre de protestants, aidés par le gouvernement d'alors. On l'empêche d'évangéliser les Indiens, et voyant qu'il pourvoit aux besoins des catholiques non-indiens de l'État, il est décidé dans une réunion, tenue à Billsworth, dans l'État du Maine, le 8 juillet 1854, que si jamais le jésuite retournait à cette place, il serait goudronné, emplumé et promené sur une claie. 
Le 14 octobre, le père Bapst se rend à Billsworth pour y célébrer le service divin. Dès que la chose est connue, la foule s'assemble, pénètre de force dans sa maison, lui vole sa bourse et sa montre, le pousse violemment dehors et le mettant à cheval sur une claie ou rail, le porte à une longue distance à travers les rues. Alors, ayant fait halte, ils le fouettent et l'insultent en paroles aussi bien qu'en action.
Les citoyens de Bangor, où il résidait, protestent hautement contre cette indignité, perpétrée avec préméditation. Non contents de cela, ils se cotisent pour acheter une bourse garnie et une montre à la victime de ce groupe de fanatiques et les dénoncent à la justice du pays. Cependant, la haine au catholicisme l'emporte sur la justice.
En effet, cet acte odieux, inqualifiable sous tous les rapports, rencontre des approbateurs en pleine assemblée, et le grand jury refuse de juger les coupables bien que douze ou quinze d'entre eux aient été arrêtés et identifiés. 
À la fin de sa vie, Jean Bapst devient supérieur de toutes les maisons du Canada et de l'État de New York. Reconnu pour avoir construit la première église de Bangor, il devient recteur du collège de Boston et supérieur de la maison jésuite de Providence au Rhode Island. Il est enterré à Woodstock au Maryland en 1887.